# 1584
Évszázadok: 15. század – 16. század – 17. század
Évtizedek: 1530-as évek – 1540-es évek – 1550-es évek – 1560-as évek – 1570-es évek – 1580-as évek – 1590-es évek – 1600-as évek – 1610-es évek – 1620-as évek – 1630-as évek
Évek: 1579 – 1580 – 1581 – 1582 –  1583 – 1584 – 1585 – 1586 – 1587 – 1588 – 1589

## Születések
Mijamoto Muszasi híres-hírhedt japán kardforgató, filozófus, tanító († 1645)

## Halálozások
- március 19. – IV. Iván orosz cár[1]
- június 19. – Ferenc alençoni herceg, francia trónörökös[2]
- ( ? ) – Bornemisza Péter, író, prédikátor (* 1535)